# Вакцинация против COVID-19 в Азербайджане
Вакцинация против COVID-19 в Азербайджане — вакцинация населения Азербайджана, предназначенная создать коллективный иммунитет от коронавирусной инфекции COVID-19.
Создан Оперативный штаб по борьбе с коронавирусом при Кабинете Министров Азербайджана. Штаб публикует статистику о количестве заражённых за сутки, умерших, темпах вакцинации, тестировании на коронавирус.

## Вакцинация
Орган, ответственный за вакцинацию — Министерство здравоохранения Азербайджана, Агентство обязательного медицинского страхования, Объединение территориальных медицинских учреждений.

### Место проведения вакцинации
С целью проведения вакцинации, граждане обращаются в ближайшее медицинское учреждение. Для лиц с ограниченными возможностями, и живущих в высокогорных районах организованы передвижные медицинские пункты вакцинации, производящие вакцинацию на дому. Есть возможность записаться онлайн на вакцинацию на портале электронного правительства.
Вакцинация производится в медицинских учреждениях. В них созданы кабинеты регистрации на вакцинацию, вакцинации, и пост-вакцинационного ожидания.

### Применяемые вакцины
С начала вакцинации применяется вакцина CoronaVac. На 12.10.2021г. в Азербайджане применяется  CoronaVac (SINOVAC), Vaxzevria AstraZeneca, Pfizer/BioNTech, Спутник V.

### Процедура вакцинации
После проведения вакцинации вакцинируемому выдаётся сертификат вакцинации первой дозой вакцины от COVID-19 или сертификат вакцинации второй дозой вакцины от COVID-19.
Вакцинация второй дозой вакцины производится через 28 дней после вакцинации первой дозой.
С 15 февраля 2022 года сертификаты о вакцинации, выданные более 6 месяцев назад, считаются недействительными.
Сведения о прохождении вакцинации и выдаче сертификата вносятся в электронную систему e-Tebib.

### Срок действия сертификатов
Срок действия сертификатов:
- Сертификат о  вакцинации от COVID - 19:
   
- срок действия выданных на текущий момент сертификатов - до 15 февраля 2022 года
   
- с 15 февраля 2022 года срок действия устанавливается в 6 месяцев с даты выдачи
- Сертификат о перенесённой коронавирусной инфекции и приобретённом иммунитете - 6 месяцев

- Сертификат о противопоказаниях к вакцинации - на срок, устанавливаемый врачебной комиссией

- Свидетельство об отрицательном ПЦР-тесте - 72 часа с момента выдачи
Предусмотрено признание COVID-сертификатов, выданных иностранными государствами.

### Статистика проведения вакцинации

#### 2021 год
Вакцинация в Азербайджане началась 18 января 2021 года. На 2 октября 2021 года общее количество использованных доз вакцины составило 8 млн. 623 тыс. 360. При этом, вакцинировано первой дозой препарата — 4 млн. 778 тыс. 843 чел., второй дозой — 3 млн. 844 тыс. 517 чел.
На 5 октября 2021 года вакцинировано более 90% работников образования г. Баку.
На 6 октября 2021 года число вакцинированных обеими дозами превысило 4 млн. чел.
Запасы вакцины на 12 октября 2021 года составляют около 3 млн. доз.
На 12 октября 2021 года общее число вакцинированных в стране превысило 9 млн. чел.
С начала пандемии по 11 октября 2021 года было проведено 4 958 312 тестов на коронавирус.
На 12 ноября 2021 года число вакцинированных превысило 10 млн. человек.
На ноябрь 2021 года 30 000 чел. получили сертификат о противопоказаниях против вакцинации.
На 1 декабря 2021 года вакцинировано 10 567 919 человек. При этом, первой дозой вакцины вакцинировано 5 083 530 человек, второй дозой - 4 573 036 человек. Бустерная доза введена 911 353 чел.

#### 2022 год
На 1 января 2022 года общее число вакцинированных первой дозой вакцины составило 5 169 392 человек, второй дозой вакцины - 4 676 580 человек, бустерной дозой - 1 500 271 человек.
На 10 февраля 2022 года вакцинирован 601 подросток.
На 4 августа 2022 года введено 13 824 041 доз вакцин.
На 1 декабря 2022 года количество вакцинированных 1-й дозой составило 5 млн 392 935 чел. Обеими дозами — 4 млн 874 045 чел. Тремя дозами — 3 млн 391 796 чел. Бустерной дозой после положительного теста на коронавирус — 263 986 чел.

#### 2023 год
На 25 сентября 2023 года введено 13 млн 969 тыс. 897 вакцин. Из них в качестве первой дозы — 5 млн 413 тыс. 570 вакцин, второй дозы — 4 млн 884 тыс. 373 вакцины, третьей и последующих доз — 3 млн 405 тыс. 524 вакцины, в виде бустерной дозы после положительного результата — 266 430 вакцин.